# Camp Downy
Le camp Downey est un camp d'entraînement des volontaires de Californie, donnant sur le lac Merritt, sur ce qui est actuellement la septième avenue d'Oakland.
Le camp Downey est créé le 31 août 1861 par le lieutenant-colonel Joseph R. West avec le 1st California Infantry. Après le 15 septembre 1861, le camp est abandonné alors que les volontaires prennent le bateau pour le camp Latham en Californie du Sud pour y supprimer les perturbations sécessionnistes.